# Zadnji krajec
Zadnji krajec je drama Marjana Willenparta, izdana leta 1957 v reviji Meddobje.

## Osebe
- Andrej Mlakar
- Karla, njegova žena
- Frenk Podlogar, Karlin znanec
- Anica Bernik, Karlina prijateljica
- gospa Kernova
- zdravnik
- deček Toni

Godi se zimskega večera v Buenos Airesu leta 1949.

## Povzetek

### 1. dejanje
Andrej, ki ga močno boli noga - odprle so se mu stare rane iz vojne -  po nesreči pade, Kernova pokliče zdravnika in Karlo, pri tem pa ugotovi, da je Karla izgubila službo. Karla je to možu prikrivala, da ne bi se poslabšala njegove melanholije: Andrej je preobčutljiv, očita si, da je berač in pohabljenec, še posebej pa ga teži, ker je v bitki med vojno zapustil ranjenega brata in pobegnil. Karla bi rada moža poslala v sanatorij, a nima denarja; zato se odloči, da bo za podnajemnika vzela Frenka, s katerim se poznata že iz otroških let. Ko Kernova to izve, vrže Karli v obraz govorice, ki si jih šepetajo ljudje: da je Andreja Bog kaznoval, ker je zapustil brata, da je bil Frenk pri rdečih skupaj s Karlo, da misli varati moža, zato Podlogarju ponuja streho ... Karli odpove svojo pomoč in odide. - Tudi Andrej z ženinim načrtom ni zadovoljen, vse se mu kaže v skrajno turobnih barvah. Prej uspešen slikar se zdaj vrti v krogu svoje krivde, naslikal je bil kraj, kjer mu je brat padel, in sliko obesil na vidno mesto. Karlina skrb, ljubezen in potrpežljivost mu ne moreta vrniti veselja do življenja in ga rešiti mračnih spominov.

### 2. dejanje
Ani med obiskom izklepeta, da je Karla brez službe. Andrej, ki vse jemlje z najslabše strani, je poln nezaupanja, ženo obsodi za lažnivko, kar Karlo hudo prizadene; vendar se na Aničino prigovarjanje ženi naposled opraviči. – Ko Karla ostane sama, pride Frenk. Oba sta vesela srečanja. Karla Frenku zaupa težko moževo stanje, ga prosi za pomoč. Frenk se čuti kriv pred njo, ker jo je bil med vojno iz gole objestnosti spravil v partizane - v resnici ga je zmeraj zanimal denar, zdaj je uspel in obogatel, čeprav se policija precej zanima zanj; velikodušno podari Karli večjo vsoto denarja. Tedaj se vrneta Andrej in Ani, pogovor se kot po navadi začne vrteti okrog grozot preteklosti. Frenk  pripoveduje, da je takrat videl partizanko, ki je ustrelila ranjenca, ga izropala, potem pa molila nad njim; s pomočjo Andrejeve slike se razkrije, da je prav Frenk ranil Andreja in njegovega brata. Andrej se v besu vrže na Frenka, da bi ga ubil in tako odkupil svojo takratno strahopetnost. Karla  ga ustavi s priznanjem, da je bila tista partizanka ona. Frenk zbeži, Andrej pa se zruši s krikom: Morilka!

### 3. dejanje
Karla obupuje, ker se Andrej noče pogovoriti z njo. Pojavi se Frenk, ranjen, upehan, blaten - iztrgal se je bil policistu, ki ga je hotel odpeljati na stražnico, rad bi popravil, kar je bil zakuhal Karli; ponuja ji 10000 dolarjev. Karla mu pokaže vrata, Frenk pa pusti denar pod zabojem in se preda policiji, ki ga je sledila do hiše. - Pride Andrej, sovražen, obsojajoč. Karla mu pove vse: ranjenega brata je s strelom rešila muk, zapustilo je partizane, odneslo bratovo pismo njegovi materi, ji vse priznala. Mati je ni obsodila, Karla pa se je zaobljubila, da bo poiskala ranjenega Andreja in mu pomagala, dokler ne ozdravi. S Frenkovo pomočjo je postala strežnica v bolnišnici, kjer je ležal Andrej. Potem je prišla ljubezen in molčala je, ker se je bala, da ga bo izgubila. V strahu pred njegovo melanholijo mu je zamolčala tudi materino smrt. Andreju se skoraj zmede, ženo poleg vsega ozmerja se z vlačugo. Zdaj popustijo v Karli vse zavore, vrže mu v obraz, da jo je v molk obsodil sam, ubija jo s svojim nenehnim jadikovanjem, pestovanjem krivde, zazrtostjo vase, egoizmom ... Ženin izbruh odpre Andreju oči, spozna, da se je ukvarjal le z lastnim trpljenjem in bil gluh za njeno. Uniči usodno sliko, se odvrne od preteklosti in se odpre ženini tihi, vdani ljubezni. Življenje se začenja na novo.